# Fergal Quinn
Fergal Quinn (ur. 11 marca 2000 w Coalisland) – północnoirlandzki snookerzysta pochodzący z hrabstwa Tyrone. Zdobył dwuletnią kartę World Snooker Tour, która obowiązuje od sezonu snookerowego 2025/26.

## Wczesne życie
Quinn pochodzi z Coalisland w hrabstwie Tyrone i zaczął grać w snookera w wieku ośmiu lat. Jego ojciec był zapalonym amatorem snookera, który grał w zawodach z przyszłym mistrzem świata w snookerze Kenem Dohertym.

## Kariera
Quinn został dopuszczony do turnieju Championship League 2023, który odbył się na Morningside Arena w Leicester w Anglii od 26 czerwca 2023 r. W swoim pierwszym meczu odniósł zwycięstwo nad 18. w rankingu światowym Hosseinem Vafaei, zanim przegrał w kolejnym etapie z Martinem O'Donnellem.
W maju 2024 roku dołączył do Q School, gdzie w pierwszym turnieju przegrał z Dylanem Emerym wynikiem 3-4. W czerwcu 2024 roku był zawodnikiem uzupełniającym, który grał jako amator w Championship League 2024 w Leicester.
W styczniu 2025 roku dotarł do półfinału Mistrzostw Świata WSF, gdzie zmierzył się z Chińczykiem Gao Yangiem, przegrywając 2-4. Za ten występ przyznano mu miejsce w rundzie kwalifikacyjnej do Mistrzostw Świata w Snookerze 2025, gdzie w pierwszej rundzie przegrał z Liamem Grahamem 9-10. W maju 2025 roku dotarł do finału drugiego turnieju Q School, pokonując byłego zawodowca Ashleya Carty'ego, a następnie zmierzył się z innym byłym zawodowcem, Deanem Youngiem . Zwycięstwo 4-1 nad Youngiem zapewniło mu dwuletnią kartę do World Snooker Tour, rozpoczynającą się od sezonu snookerowego 2025/26.

## Życie osobiste
Gdy trenował w akademii Q House w Darlington, dzielił mieszkanie z innym graczem w snookera, Hosseinem Vafaei.

## Występy w turniejach w karierze
| Ranking                        |                          | [ i ]                    | [ i ]                    | [ i ]                    | [ i ]                    | 96                       |                          |                          |                          |                          |                          |                          |
| Ranking tournaments            |                          |                          |                          |                          |                          |                          |                          |                          |                          |                          |                          |                          |
| Championship League            | NR                       | A                        | A                        | RR                       | RR                       | RR                       |                          |                          |                          |                          |                          |                          |
| Saudi Arabia Masters           | Tournament nie rozegrano | Tournament nie rozegrano | Tournament nie rozegrano | Tournament nie rozegrano | A                        |                          |                          |                          |                          |                          |                          |                          |
| Wuhan Open                     | nie rozegrano            | nie rozegrano            | nie rozegrano            | A                        | A                        | LQ                       |                          |                          |                          |                          |                          |                          |
| English Open                   | A                        | A                        | A                        | A                        | A                        |                          |                          |                          |                          |                          |                          |                          |
| British Open                   | nie rozegrano            | nie rozegrano            | A                        | A                        | A                        | LQ                       |                          |                          |                          |                          |                          |                          |
| Xi'an Grand Prix               | Tournament nie rozegrano | Tournament nie rozegrano | Tournament nie rozegrano | Tournament nie rozegrano | A                        |                          |                          |                          |                          |                          |                          |                          |
| Northern Ireland Open          | A                        | A                        | A                        | A                        | A                        |                          |                          |                          |                          |                          |                          |                          |
| International Championship     | A                        | nie rozegrano            | nie rozegrano            | A                        | A                        |                          |                          |                          |                          |                          |                          |                          |
| UK Championship                | A                        | A                        | A                        | A                        | A                        |                          |                          |                          |                          |                          |                          |                          |
| Shoot Out                      | A                        | 1R                       | A                        | A                        | A                        |                          |                          |                          |                          |                          |                          |                          |
| Scottish Open                  | A                        | A                        | A                        | A                        | A                        |                          |                          |                          |                          |                          |                          |                          |
| German Masters                 | A                        | A                        | A                        | A                        | A                        |                          |                          |                          |                          |                          |                          |                          |
| World Grand Prix               | DNQ                      | DNQ                      | DNQ                      | DNQ                      | DNQ                      |                          |                          |                          |                          |                          |                          |                          |
| Welsh Open                     | A                        | A                        | A                        | A                        | A                        |                          |                          |                          |                          |                          |                          |                          |
| Players Championship           | DNQ                      | DNQ                      | DNQ                      | DNQ                      | DNQ                      |                          |                          |                          |                          |                          |                          |                          |
| World Open                     | A                        | nie rozegrano            | nie rozegrano            | A                        | A                        |                          |                          |                          |                          |                          |                          |                          |
| Tour Championship              | NH                       | DNQ                      | DNQ                      | DNQ                      | DNQ                      |                          |                          |                          |                          |                          |                          |                          |
| World Championship             | A                        | LQ                       | A                        | A                        | LQ                       |                          |                          |                          |                          |                          |                          |                          |
| Former ranking tournaments     |                          |                          |                          |                          |                          |                          |                          |                          |                          |                          |                          |                          |
| Gibraltar Open                 | LQ                       | A                        | Tournament nie rozegrano | Tournament nie rozegrano | Tournament nie rozegrano | Tournament nie rozegrano | Tournament nie rozegrano | Tournament nie rozegrano | Tournament nie rozegrano | Tournament nie rozegrano | Tournament nie rozegrano | Tournament nie rozegrano |
| Former non-ranking tournaments |                          |                          |                          |                          |                          |                          |                          |                          |                          |                          |                          |                          |
| Six-red World Championship     | A                        | NH                       | LQ                       | nie rozegrano            | nie rozegrano            | nie rozegrano            |                          |                          |                          |                          |                          |                          |

1. 1 2 3 4  Był amatorem.

| Legenda tabeli wyników              | Legenda tabeli wyników       | Legenda tabeli wyników                     | Legenda tabeli wyników                                                              | Legenda tabeli wyników                     | Legenda tabeli wyników                     |
| ----------------------------------- | ---------------------------- | ------------------------------------------ | ----------------------------------------------------------------------------------- | ------------------------------------------ | ------------------------------------------ |
| LQ                                  | odpadnięcie w kwalifikacjach | #R                                         | odpadnięcie we wczesnej fazie turnieju (WR = runda dzikich kart, RR = faza grupowa) | QF                                         | przegrana w ćwierćfinale                   |
| SF                                  | przegrana w półfinale        | F                                          | przegrana w finale                                                                  | W                                          | zwycięstwo                                 |
| DNQ                                 | nie zakwalifikował/a się     | A                                          | nie brał/a udziału                                                                  | WD                                         | zrezygnował/a w trakcie turnieju           |
| Legenda oznaczeń w tabelach wyników |                              |                                            |                                                                                     |                                            |                                            |
| NH / Nie roz.                       | NH / Nie roz.                | Turniej nie odbył się.                     | Turniej nie odbył się.                                                              | Turniej nie odbył się.                     | Turniej nie odbył się.                     |
| NR / Nie-rank.                      | NR / Nie-rank.               | Turniej nie był zaliczany jako rankingowy. | Turniej nie był zaliczany jako rankingowy.                                          | Turniej nie był zaliczany jako rankingowy. | Turniej nie był zaliczany jako rankingowy. |
| R / Rank.                           | R / Rank.                    | Turniej był zaliczany jako rankingowy.     | Turniej był zaliczany jako rankingowy.                                              | Turniej był zaliczany jako rankingowy.     | Turniej był zaliczany jako rankingowy.     |
| MR / Minor-Rank.                    | MR / Minor-Rank.             | Turniej był zaliczany jako minor ranking.  | Turniej był zaliczany jako minor ranking.                                           | Turniej był zaliczany jako minor ranking.  | Turniej był zaliczany jako minor ranking.  |

## Finały w karierze

### Finały amatorskie: 1 (1-0)
| Rezultat  |    | Rok  | Turniej                                  | Przeciwnik      | Wynik |
| --------- | -- | ---- | ---------------------------------------- | --------------- | ----- |
| Zwycięzca | 1. | 2020 | Mistrzostwa Irlandii Północnej do lat 21 | Robbie McGuigan | 5–4   |